# Matija Golik
Matija Golik (Rijeka, 26. svibnja 1993.), hrvatski rukometaš. 
Osam godina igrao je za Zamet iz rodne Rijeke. 2012. je s klubom došao u završnicu hrvatskog kupa u kojem su izgubili od zagrebačkog Croatia osiguranja. Od 2018. godine igra za slovenski Branik iz Maribora.

## Vanjske poveznice
- Player Info in European competitions (eng.)
- Player info in Premier league (eng.)